# Lepton
 (avril 2008).
Si vous disposez d'ouvrages ou d'articles de référence ou si vous connaissez des sites web de qualité traitant du thème abordé ici, merci de compléter l'article en donnant les références utiles à sa vérifiabilité et en les liant à la section « Notes et références ».
En physique des particules, un lepton est une particule élémentaire de spin 1⁄2 qui n'est pas sensible à l'interaction forte. La famille des leptons est constituée de l'électron, du muon, du tauon, de leurs neutrinos respectifs et de toutes les antiparticules correspondantes.
Le terme lepton provient du mot grec λεπτός / leptós (« léger ») et se réfère à la faible masse du premier lepton découvert, l'électron, par rapport aux nucléons.

## Propriétés
Étant de spin 1⁄2, les leptons forment une sous-famille des fermions ; ils diffèrent de l'autre famille connue de fermions, les quarks, en ce qu'ils ne sont pas sensibles à l'interaction forte, mais uniquement à l'interaction électrofaible et à la gravitation. 
On connaît trois saveurs de lepton : l'électron, le muon et le tauon. Chaque saveur est représentée par une paire de particules appelée un doublet faible. L'une des deux est une particule massive et chargée qui porte le même nom que sa saveur (comme l'électron) ; l'autre est une particule sans charge et quasiment sans masse appelée un neutrino (comme le neutrino-électron). Tous les leptons chargés connus possèdent une simple unité de charge électrique négative ou positive (selon qu'il s'agit d'une particule ou d'une antiparticule) et tous les neutrinos et antineutrinos ont une charge électrique nulle. Les leptons chargés possèdent deux états de spin possible, tandis qu'une seule hélicité est observée pour les neutrinos (tous les neutrinos sont orientés à gauche et tous les antineutrinos à droite, cependant les chercheurs aimeraient trouver un neutrino orienté à droite et un antineutrino à gauche[réf. nécessaire]).
Les masses des leptons semblent suivre une relation simple, connue sous le nom de loi de Koide, mais cette relation n'est pas expliquée à ce jour.
Lorsque des particules interagissent, le nombre de leptons de même saveur reste généralement le même, un principe connu comme la conservation du nombre leptonique. Ce principe peut parfois être violé (comme dans le cas de l'oscillation des neutrinos). Un principe de conservation plus fort concerne le nombre total de leptons, toutes saveurs confondues, qui est très légèrement violé dans le cadre du modèle standard par l'anomalie chirale.
Le couplage des leptons et des bosons de jauge ne dépend pas de leur saveur. Cette propriété est appelée universalité leptonique et a été testée dans des mesures de la durée de vie moyenne des muons et des tauons, ainsi que dans des mesures de la largeur partielle de désintégration du boson Z.

## Liste

### Leptons chargés
| Nom                 | Symbole | Charge électrique (e) | Masse (MeV/c²) |
| ------------------- | ------- | --------------------- | -------------- |
| Électron / Positron | e− / e+ | -1 / +1               | 0,511          |
| Muon / Antimuon     | μ− / μ+ | −1 / +1               | 105,7          |
| Tau / Antitau       | τ− / τ+ | −1 / +1               | 1 777          |

### Neutrinos
| Nom                                           | Symbole                                                   | Charge électrique (e) | Masse (MeV/c²) |
| --------------------------------------------- | --------------------------------------------------------- | --------------------- | -------------- |
| Neutrino-électron / Antineutrino électronique | {\displaystyle \nu _{e}~/~{\overline {\nu }}_{e}}         | 0                     | < 0,0000022    |
| Neutrino muonique / Antineutrino muonique     | {\displaystyle \nu _{\mu }~/~{\overline {\nu }}_{\mu }}   | 0                     | < 0,17         |
| Neutrino tauique / Antineutrino tauique       | {\displaystyle \nu _{\tau }~/~{\overline {\nu }}_{\tau }} | 0                     | < 15,5         |

On sait que les masses des neutrinos sont non nulles à cause du phénomène d'oscillation des neutrinos, mais elles sont suffisamment légères pour ne pas avoir été mesurées directement en 2008.